# Карел Кольський
Карел Кольський (чеськ. Karel Kolský, 21 вересня 1914, Кладно — 17 лютого 1984, Плзень) — чехословацький футболіст, що грав на позиції півзахисника, зокрема, за клуб «Спарта» (Прага), а також національну збірну Чехії. По завершенні ігрової кар'єри — тренер.
П'ятиразовий чемпіон Чехословаччини. Триразовий чемпіон Чехословаччини (як тренер).

## Клубна кар'єра
У футболі дебютував 1935 року виступами за команду «Кладно», в якій провів два сезони.
Своєю грою за цю команду привернув увагу представників тренерського штабу клубу «Спарта» (Прага), до складу якого приєднався 1937 року. Відіграв за празьку команду наступні одинадцять сезонів своєї ігрової кар'єри. За цей час п'ять разів виборював титул чемпіона Чехословаччини.
Протягом 1948 року знову захищав кольори команди «Кладно».
Завершив професійну ігрову кар'єру у клубі «Спарта» (Упіце), за команду якого виступав протягом 1948—1951 років.

## Виступи за збірні
1937 року дебютував в офіційних матчах у складі національної збірної Чехословаччини. Протягом кар'єри у національній команді, яка тривала 12 років, провів у її формі 15 матчів. 2 матчі були зіграні за збірну Богемії і Моравії.
Був присутній в заявці збірної на чемпіонаті світу 1938 року у Франції, але на поле не виходив.

## Кар'єра тренера
Розпочав тренерську кар'єру невдовзі по завершенні кар'єри гравця, 1952 року, очоливши тренерський штаб клубу «Дукла» (Прага).
1953 року став головним тренером команди «Дукла» (Прага), тренував празьку команду шість років.
Згодом протягом 1956–1956 років очолював тренерський штаб збірної Чехословаччини.
1958 року прийняв пропозицію попрацювати у збірній Чехословаччини. Залишив збірну після ЧС-1958 у Швеції.
Протягом 4 років, починаючи з 1959, був головним тренером команди «Спарта» (Прага).
1963 року був запрошений керівництвом клубу «Вісла» (Краків) очолити його команду, з якою пропрацював до 1964 року.
З 1970 і по 1971 рік очолював тренерський штаб команди «Спарта» (Прага).
Згодом став головним тренером команди «Кладно», тренував команду з Кладна один рік.
Протягом тренерської кар'єри також очолював команди клубів «Брно», «Яблонець» та «Вікторія» (Пльзень).
Останнім місцем тренерської роботи був клуб «Уніон», головним тренером команди якого Карел Кольський був з 1976 по 1978 рік.
Помер 17 лютого 1984 року на 70-му році життя у місті Плзень.

## Титули і досягнення

### Як гравця
- Чемпіон Чехословаччини (4):

«Спарта» (Прага): 1937-1938, 1938-1939, 1945-1946, 1947-1948
- Чемпіон Богемії і Моравії (1):

«Спарта» (Прага): 1943-1944

### Як тренера
- Чемпіон Чехословаччини (3):

«Дукла» (Прага): 1953, 1956, 1957-1958